# Ted Husing

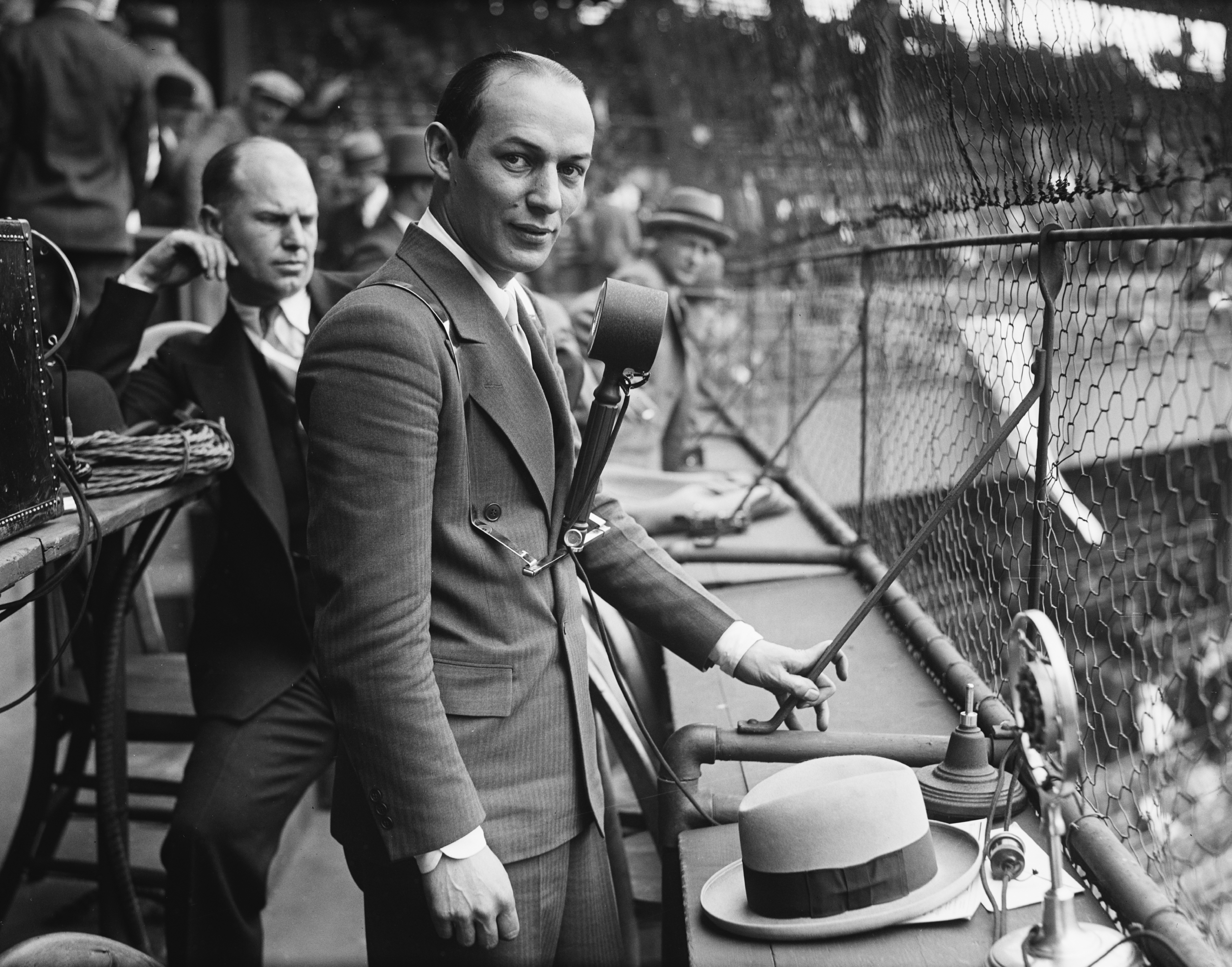
Ted Husing

Ted Husing (* 27. November 1901 in Bronx, New York als Edmund Husing; † 10. August 1962 in Pasadena, Kalifornien) war ein US-amerikanischer Hörfunkjournalist.

## Leben
Als jüngstes von drei Kindern deutscher Einwanderereltern überlebte Ted als Einziger die Kindheit. Er besuchte die Stuyvesant High School.
Im Alter von 16 Jahren trat er der Nationalgarde bei und wurde im Ersten Weltkrieg mit der Wache über den Hafen von New York beauftragt. Nachdem er beim New Yorker Radiosender WHN ein Vorsprechen gegen 500 andere Bewerber als Ansager gewonnen hatte, fand Husing seine Lebensaufgabe. Er wurde unter der Anleitung des Pionier-Rundfunksprechers J. Andrew White ausgebildet. Dort berichtete er über aktuelle Nachrichten und politische Konventionen und assistierte White bei Fußballkommentaren.
Nach einem Gehaltsstreit zog er 1927 nach Boston, wo er die Baseballspiele der Boston Braves (heute Atlanta Braves) übertrug.
Noch im gleichen Jahr kehrte er nach New York zurück und half seinem Mentor J. Andrew White, die neue CBS-Kette zu gründen. Nachdem der Zigarrenmogul William S. Paley 1928 das finanziell angeschlagene Netzwerk kaufte, stieg Ted Husing zu neuen Höhen von Ruhm und Ehre auf. 1946 wechselte er von CBS zu WHN.
Im Frühjahr 1954 erblindete er aufgrund einer Operation zur Behandlung eines bösartigen Gehirntumors und musste in den Ruhestand gehen. Er trat in der Fernsehsendung This Is Your Life auf, im Januar 1957 veranstalteten Rundfunkanstalten eine Spendenaktion für ihn, und es folgten Gespräche über ein Comeback. Doch sein Zustand verschlechterte sich und die Pläne wurden vereitelt. Nachdem er unter der Obhut seiner Mutter Bertha und seiner Tochter Peggemae nach Pasadena, Kalifornien, gezogen war, starb er 1962. Er wurde auf dem Mountain View Cemetery und Mausoleum in Pasadena beigesetzt.
Daneben spielte er in zwei Spielfilmen mit.

## Filmografie
- 1933: Mr. Broadway
- 1950: Tod im Nacken (To Please a Lady, Sprechrolle)